# Jeff Hostetler
William Jeffrey „Jeff“ Hostetler (* 22. April 1961 in Hollsopple, Pennsylvania) ist ein ehemaliger US-amerikanischer American-Football-Spieler auf der Position des Quarterbacks. Er spielte unter anderem bei den New York Giants in der National Football League (NFL), mit denen er zwei Super Bowls gewann.

## Jugend/College
Hostetlers Vorfahren sind Amische und stammen von dem aus der deutschsprachigen Schweiz stammenden Mennoniten Jacob Hochstetler ab, der 1738 in die USA immigriert war. Ursprünglich stammte die Familie aus Schwarzenburg. Jeffs Familie und er selbst haben sich allerdings der amerikanischen Kultur angepasst.
Hostetler spielte bereits auf der High School Football und schloss sich 1980 zunächst der Pennsylvania State University an, sah aber keine Perspektive in deren Footballteam und wechselte zur West Virginia University nach Morgantown. 1981 wurde er dafür für ein Jahr gesperrt und konnte daher erst 1982 mit den West Virginia Mountaineers auflaufen. 1982 zog man in den Gator Bowl ein und schlug die Mannschaft der Florida State University mit 31:12. 1983 gelang der Einzug in den Hall of Fame Bowl, das Spiel gegen die University of Kentucky wurde mit 20:16 gewonnen.
Während seiner Zeit auf dem College gewann er 18 von 24 Spielen. Ihm selbst gelangen dabei 26 Touchdowns.

## Profizeit
In der NFL Draft 1984 wurde Hostetler in der dritten Runde an 59. Stelle durch die New York Giants, die von Bill Parcells trainiert wurden, verpflichtet. In den nächsten sechseinhalb Jahren kam er bei den Giants lediglich als Ersatzmann für Phil Simms zum Einsatz. 1986 gewannen die Giants den Super Bowl XXI gegen die Denver Broncos mit 39:20, Hostetler stand dabei aber lediglich als Ersatzmann von Phil Simms an der Seitenlinie.
In der Saison 1990 kam dann der große Durchbruch des Jeff Hostetler. Die Giants mit Coach Bill Parcells hatten das NFC Championship Game gegen die San Francisco 49ers mit 15:13 gewonnen und waren daraufhin in den Super Bowl XXV gegen die Buffalo Bills mit Coach Marv Levy und Quarterback Jim Kelly eingezogen. Ausgerechnet gegen die Bills hatte sich der Stammquarterback der Giants, Phil Simms, in der Regular Season schwer verletzt und war durch Hostetler, der zuvor lediglich zwei Spiele als Starting-Quarterback bestritten hatte, ersetzt worden. Die mangelnde Spielpraxis merkte man Hostetler, der als aggressiver und genauer Quarterback bekannt war, nicht an. Im Spiel konnte er 20 seiner 32 Pässe anbringen. Wenige Sekunden vor Schluss verschoss der Kicker der Bills, Scott Norwood, ein Field Goal, die Giants gewannen mit 20:19. Hostetler hatte einen Touchdownpass zum Sieg beigesteuert.
In den folgenden beiden Jahren musste sich Hostetler die Position des Starting-Quarterbacks immer wieder mit dem wieder genesenen Phil Simms teilen. Die Giants konnten nicht mehr in die Play-offs einziehen. 1993 wechselte er zu den Los Angeles später Oakland Raiders und zog mit dieser Mannschaft bereits im ersten Jahr in die Play-offs ein, wo man den Bills allerdings mit 29:23 unterlag. In den Jahren 1994 bis 1996 waren Hostetlers persönliche Statistiken bei den Raiders sehr gut, die Mannschaft selbst war aber nur Mittelmaß. Ein Einzug in die Play-offs gelang nicht mehr. Obwohl er 1996 eine hervorragende Saison hatte, wurde er für den Misserfolg der Mannschaft verantwortlich gemacht und wechselte 1997 zu den Washington Redskins. Dort plagten ihn zahlreiche Verletzungen. 1998 beendete Hostetler, Nickname: „Hoss“ nach acht Spielen bei den Washington Redskins seine aktive Laufbahn, wobei ein schwerer Unfall seines Sohnes, der sich dabei das Genick gebrochen hatte und seitdem querschnittsgelähmt ist und mit dem er mehr Zeit verbringen wollte, seine Entscheidung beeinflusst hat.
Hostetler gelangen in 152 Regular-Season-Spielen 94 Touchdowns bei 71 Interceptions.

## Ehrungen
Hostetler spielte 1994 im Pro Bowl, dem Saisonabschlussspiel der besten Spieler aller Mannschaften. 1993 gewann er vor der Saison die Quarterback Challenge.

## Nach der Karriere
Hostetler lebt in Morgantown, ist verheiratet und hat drei Söhne. Er besitzt eine Baufirma und war Inhaber einer Firma, die Bagels produzierte und vertrieb. An der Schule seiner Kinder arbeitet er zudem als Basketball-, Baseball- und Footballtrainer. Ein Angebot der Pittsburgh Steelers eine Stelle als Assistenztrainer anzunehmen, lehnte er aus familiären Gründen ab.